# Цитрон пальчатый
Цитро́н па́льчатый (лат. Cítrus médica var. sarcodáctylis) — разновидность цитрона, известная также под названием «Рука Будды».
Отличается многократно разделёнными плодами, образующими отростки, напоминающие пальцы, которые остаются несросшимися, разделёнными практически до самого основания, что делает плод похожим на руку человека. В плодах почти полностью отсутствует мякоть. Считается, что аномальное развитие плодов связано с генетическим дефектом.

## Ботаническое описание
Вечнозелёный кустарник или небольшое дерево, 3—4 метра высотой, с длинными раскидистыми ветвями, покрытыми редкими шипами. Листья очередные, на коротких черешках. Длиной 8—15 см, шириной 3,5—6,5 см. Листовые пластинки большие, кожистые, бледно-зелёного цвета, с маслянистыми железами, продолговатой, эллиптической, обратнояйцевидно-продолговатой формы или овальные, с тупыми кончиками, или даже вогнутыми.
Цветки ароматные, одиночные, лепестки в числе 5 от белого до пурпурного или светло-фиолетового цвета.
Тычинок более 30. Цветёт с апреля по май, плодоносит с октября по декабрь.
Плоды имеют толстую кожуру и незначительное количество мякоти, часто без косточек, или с малым количеством недоразвитых косточек. В культуре растение размножается вегетативно. Мякоть плодов обычно обладает горько-кислым вкусом.
В плодах содержится эфирное масло, включающее ряд веществ: бергаптен, лиметтин, диосмин и гликозид гесперидин.
Произрастает в тропических и субтропических районах.

## Таксономия
Таксономическое положение этого растения продолжает обсуждаться, некоторые источники рассматривают его как культивар Citrus medica 'Fingered', другие как гибрид.

## История в культуре
Вероятно, растение с экзотическими плодами было завезено в Китай из Индии буддийскими монахами вскоре после четвёртого века нашей эры, откуда оно проникло на Японские острова.
На протяжении многих столетий китайцами и японцами растение ценится за причудливую форму плодов, выглядящих как нечто среднее между лимоном и кальмаром, при этом плоды длительное время благоухают, источая тонкий аромат.
В странах Восточной Азии плоды пальчатого цитрона являются символом счастья, богатства и долголетия. Золотистые фрукты особенно популярны в период наступления восточного нового года. Считается что плоды приносят удачу и благополучие домашнему хозяйству. Плодами украшают дома, размещая их на столах и в интерьере своих жилищ, а также в храмах на алтарях в качестве приношения.
Классические китайские художники вырезали из нефрита и слоновой кости изысканную форму этих фруктов.
|                           |  |  |
| нефритовые „пальцы Будды“ |  |  |

## Значение и применение
В Китае и Японии растение культивируется ради получения плодов и как садовое или горшочное декоративное растение, используемое для посадки во внутренних двориках и на террасах.
Очень ароматные плоды используются преимущественно для ароматизации помещений или личных вещей, например, одежды.
Сырые плоды не пригодны для употребления в пищу, однако в засахаренном или высушенном виде могут использоваться в кулинарии, кожица плодов идёт для приготовления цукатов. Иногда мякоть плодов может добавляться в салаты или как приправа, например к рыбе, в составе c другими вкусовыми добавками.
В Японии плоды растения, известные под названием яп. ブッシュカン (bushukan), используются в кулинарии для украшения праздничных блюд.
В традиционной китайской медицине употребляются сушёные плоды растения, известные под названием
кит. 佛手 (Foshou), которые используют как отхаркивающее и тонизирующее средство. Высушенные цветки известные в китайской медицине под названием Foshouhua, их используют для возбуждения аппетита и как средство против тошноты. Растительное сырьё для медицинских целей в основном поступает из провинций Сычуань, Гуанси, Гуандун и Юньнань.
В Индии плод может использоваться в ритуальных целях для жертвоприношений в буддийских храмах. По преданию, Будда предпочитает плоды, «пальцы» которых находятся не в открытом, а закрытом положении, как у руки во время молитвы.
|                                                                                          |  |  |  |
| Плоды на ветках растения, в корзинке на рынке; отдельный плод; плод в продольном разрезе |  |  |  |

Многие питомники продают саженцы этого растения для декоративных посадок.
Ради получения плодов растение ограничено культивируется в некоторых странах, например несколько тонн плодов собрали в 2010 году в Японской префектуре Кагосима.